# 歐陽雲
歐陽雲（1471年—1541年），字從龍，號碧溪，江西吉安府泰和縣蜀江里人，軍籍。明朝政治人物。

## 生平
弘治十一年（1498年）戊午科江西乡试第一名舉人，十二年（1499年）联捷己未科會試一百三十八名，三甲第四名進士，拜行人司行人，十四年出使辽王府，丁父忧。正德元年（1506年）八月擢授浙江道試御史，巡视南城，奉命覈陕西三边粮马，出差回京未贿赂劉瑾，被黜職为民。劉瑾伏诛後，恢復官身。嘉靖二十年卒，享年七十一。

## 家族
吉州刺史欧阳琮之後。高祖欧阳允坚，中洪武丁卯江西乡试举人，官益都县丞。曾祖欧阳广泾，號筠斋。祖父欧阳说，贈奉政大夫湖广永州府同知。父欧阳雍，历永柳二府同知、南京宗人府经历、重庆府知府，進階亞中大夫。母牛氏，封恭人。具庆下。兄欧阳谦、欧阳让。